# Estádio Cidade de Barcelos
Das Estádio Cidade de Barcelos ist ein Fußballstadion in der portugiesischen Stadt Barcelos, Distrikt Braga in der Região Norte.

## Geschichte
Die Spielstätte des Fußballclubs Gil Vicente FC wurde am 30. Mai 2004 eingeweiht. Das erste Spiel fand zwischen Gil Vicente und der Mannschaft von Nacional Montevideo aus Uruguay (1:2) statt. Die Arena besteht aus vier einzeln stehenden, überdachten Tribünen dicht am Spielfeld und fasst 12.046 Zuschauer. Des Weiteren stehen zehn Plätze für Behinderte und 102 Arbeitsplätze für die Journalisten zur Verfügung. Um die Spielstätte befinden sich ca. 520 PKW- und 13 Bus-Parkplätze.

## U-21-Fußball-Europameisterschaft 2006
Das Stadion war einer von sechs Austragungsorten der U-21-Fußball-Europameisterschaft 2006.
- 23. Mai 2006:  Serbien und Montenegro –  Deutschland 0:1
- 25. Mai 2006:  Portugal –  Serbien und Montenegro 0:2

## Tribünen
- Südtribüne – 4.027 Plätze
- Osttribüne – 2.639 Plätze
- Nordtribüne – 2.016 Plätze
- Westtribüne – 3.822 Plätze